# Un uragano di goal - Hurricanes
Un uragano di goal – Hurricanes (Hurricanes) è una serie animata prodotta dalla DiC Entertainment, Siriol Productions e Scottish Television. La distribuzione (syndication) fuori dall'Inghilterra è stata affidata alla Cookie Jar Entertainment, eccezione fatta per la Scozia. La serie in lingua originale è andata in onda dal 1993 ed è terminata nel 1997.

## Trama
La serie si focalizza su una squadra di calcio capitanata da un erede di una ex-stella del team, Amanda Carey e dal loro allenatore, Jock Stone.  Durante la serie, la squadra degli Hurricanes affronterà gli acerrimi avversari, I Gorgons, allenati da Stavros Garkos, per la supremazia e avranno strane e imprevedibili avventure in giro per il mondo.

## Episodi
Lista degli episodi trasmessi in Italia:
1. Il travestimento
2. Lite familiare
3. Il clandestino
4. El Toro
5. Il dribbling vincente
6. Topper lo scimmiotto
7. Il porta fortuna
8. Il centro sportivo vivrà
9. La squadra senza tempo
10. Ghiaccio bollente
11. Ritroviamoci a Rio
12. Papillon e la principessa
13. Il tifoso fantasma
14. Un gioco a due squadre
15. Le scarpe miracolose
16. Scherzi da scimmia
17. Strani calciatori
18. Missione a Mosca
19. C'è un solo Jock Stone
20. Calcio Safari
21. Calcio e robot
22. La coda del serpente
23. Il traditore
24. Fuga dalla libertà
25. Rudy in catene

## Doppiaggio
Il doppiaggio italiano è stato effettuato presso lo studio P.V. di Milano sotto la direzione di Ivo De Palma, assistito da Antonia De Angelis. La traduzione dall'inglese era a cura di M. Mazza e Anna Ribotta e i dialoghi italiani di Anna Grisoni
| Personaggio         | Doppiatore originale | Doppiatore italiano |
| ------------------- | -------------------- | ------------------- |
| Amanda Carey        | Chiara Zanni         | Elisabetta Spinelli |
| Jocky Stone         | Stuart Hepburn II    | Cesare Rasini       |
| Wyn Smithe          | Chris Humphrey       | Marco Balzarotti    |
| Stavros Garkos      | Jay Brazeau          | Mario Zucca         |
| Andy Stone          | Andrew Airlie        |                     |
| Stats               | Michael Benyaer      |                     |
| Toro Contrais       | Brent Chapman        |                     |
| Winston Honeychurch | Carl Hibbert         |                     |
| Napper Thompson     | Chris Gaze           |                     |
| Helmut Beethoven    | Chris Humphrey       |                     |
| Papillon            | Collin Heath         |                     |
| Rude Marley         | Cusse Mankuma        |                     |
| Phantom             | David Sobolov        |                     |
| Dino Allegro        | Ian Corlett          |                     |
| Sheila Stone        | Lesley Fitz-Simmons  |                     |
| Ingred              | Mark Hildreth        |                     |
| Plato Gonzollias    | Michael Benyaer      |                     |
| Cal Casey           | Scott McNeil         |                     |
| Melinda Carey       | Shirley Milliner     |                     |